# Robin af Redesdale
Robin af Redesdale (fl. 1469), undertiden kaldet "Robin Mend-All", var lederen af et oprør mod Edvard 4. af England. Hans sande identitet er ukendt, men menes at have været enten Sir John Conyers (d. 1469), steward af Middleham, hans bror Sir William Conyers af Marske (d. 1469), eller begge. De to var langvarige medlemmer Richard Neville, jarl af Warwicks følge. Graham Evans nævner en række andre muligheder såsom Sir John Conyers (d. 1490), far til de førnævnte Sir John og Sir William, Sir Richard Welles (d. 1470), som blev gift med baronesse Willoughby de Eresby, hendes søn, Sir Robert Welles (d. 1470), 8. baron Willoughby de Eresby, eller Lord Robert Ogle, Warden of the East March og Lord af Redesdale (d. 1469).
Efter at have været nære allierede i Henrik 6.'s afsættelse i 1461, var Warwick og Edvard i 1469 blevet uvenner. Efter at have giftet sig med Elizabeth Woodville i 1464 knyttede Edvard sig i stigende grad til hendes familie, der konkurrerede med Neville-familien om besiddelser og stillinger. Han blokerede også et forslag om, at hans yngre bror og arving, Georg, hertug af Clarence, skulle gifte sig med Warwicks ældste datter Isabel Neville.
I april 1469 brød et oprør ud i Yorkshire under Robin af Redesdale i protest over skatter og 'magtmisbrug'. Dette blev efterfulgt i maj af et andet oprør under en figur kendt som Robin af Holderness, der krævede at Henry Percy, fik sine besiddelser og sin titel som jarl af Northumberland tilbage. Dette blev hurtigt slået ned af John Neville, den daværende jarl, der henrettede dets leder, men Robin af Redesdale undslap ham.
Den 26. juli besejrede oprørerne en kongelig hær under ledelse af jarlen af Pembroke i Slaget ved Edgecote Moor. Selvom de vandt sejr, blev det berettet at Robin selv var faldet i slaget, deraf hans identificering med William Conyers, der blev dræbt i Edgecote. Imidlertid blev hans dække midlertidigt antaget af en anden, tilsyneladende Sir John Conyers (d. 1490), da Warwick gjorde endnu et oprør i begyndelsen af 1470. Denne anden "Robin af Redesdale" overgav sig til Edvard 4. i marts 1470.